# Factory Outlet
Factory Outlet – hiszpańskie przedsiębiorstwo odzieżowe, prowadzące sieć centrów outlet, założone w Hiszpanii w 1996 roku przez firmę NEINVER, na polskim rynku obecna od 2002 roku.

## Opis
W Polsce znajduje się pięć centrów Factory: dwa w Warszawie i po jednym w Krakowie, Poznaniu i Gliwicach. Łączna powierzchnia handlowa obiektów istniejących w Polsce wynosi 75 400 m². Centra outlet to nowatorski kanał sprzedaży, równoległy i uzupełniający wobec kanałów tradycyjnych. Factory jest pierwszą i największą siecią centrów outlet, która zaistniała na polskim rynku.
Centra Outlet Factory są kompleksowo zarządzane przez Neinver Asset Management, realizującą usługi związane z bieżącym utrzymaniem i marketingiem obiektów.
W salonach dostępne są produkty marek, takich jak: Adidas, Calzedonia, Desigual, Mango, Nike, Puma SE, Reebok i United Colors of Benetton.